# ベノニ
ベノニは、南アフリカ共和国の都市。ハウテン州に位置し、以前はイーストランドとして知られていたエクルレニ都市圏に属する。人口158,777人（2011年）。ウィットウォーターズランド東部、標高1645mの地点にあり、ヨハネスブルクの東に隣接する。
ベノニは1881年に建設された。この地域にはヘブライ語で「悲しみの息子」を意味するベノニという名の農園が存在しており、これがそのまま都市名となった。1887年には金鉱が発見されてコーンウォール出身のイギリス人によって鉱山が開かれた。このため、当時ベノニはリトルコーンウォールと呼ばれていた。1904年には多数の金鉱を擁する大規模な集落となっており、1906年には市制が施行された。住民のほとんどはイギリス系だったが、東ヨーロッパでの迫害を逃れて移住したユダヤ人も多数居住しており、1907年には最初のシナゴーグと競馬場が建設された。1922年にはウィットウォーターズランド全域で、非白人労働者の雇用と半熟練労働への登用に反対する白人鉱山労働者の大規模なストライキおよび暴動が発生し、ベノニにも波及した。この暴動中、黒人労働者に対する迫害が行われた。アパルトヘイトの時代に入るとベノニでも居住地の分離が行われ、白人は本来のベノニ地区に住み、黒人はダベイトンやワットビルのタウンシップに居住させられ、アジア系はアクトンビルに住まわされた。こうした居住区の違いはアパルトヘイト後も存在はしているが、人種間の厳密な分離は行われなくなった。以前はベノニの主産業であった金鉱は徐々に重要性を失い、1964年には最後の金鉱が閉山した。1976年9月6日には、急行列車と通勤列車の衝突事故がダベイトンで発生し、31人が死亡した。2000年に、ベノニは周辺の自治体と合併し、エクルレニ都市圏の一部となった。